# П'єве-ді-Теко
П'єве-ді-Теко (італ. Pieve di Teco) — муніципалітет в Італії, у регіоні Лігурія,  провінція Імперія.
П'єве-ді-Теко розташовані на відстані близько 450 км на північний захід від Рима, 95 км на південний захід від Генуї, 21 км на північний захід від Імперії.
Населення — 1365 осіб (2014).

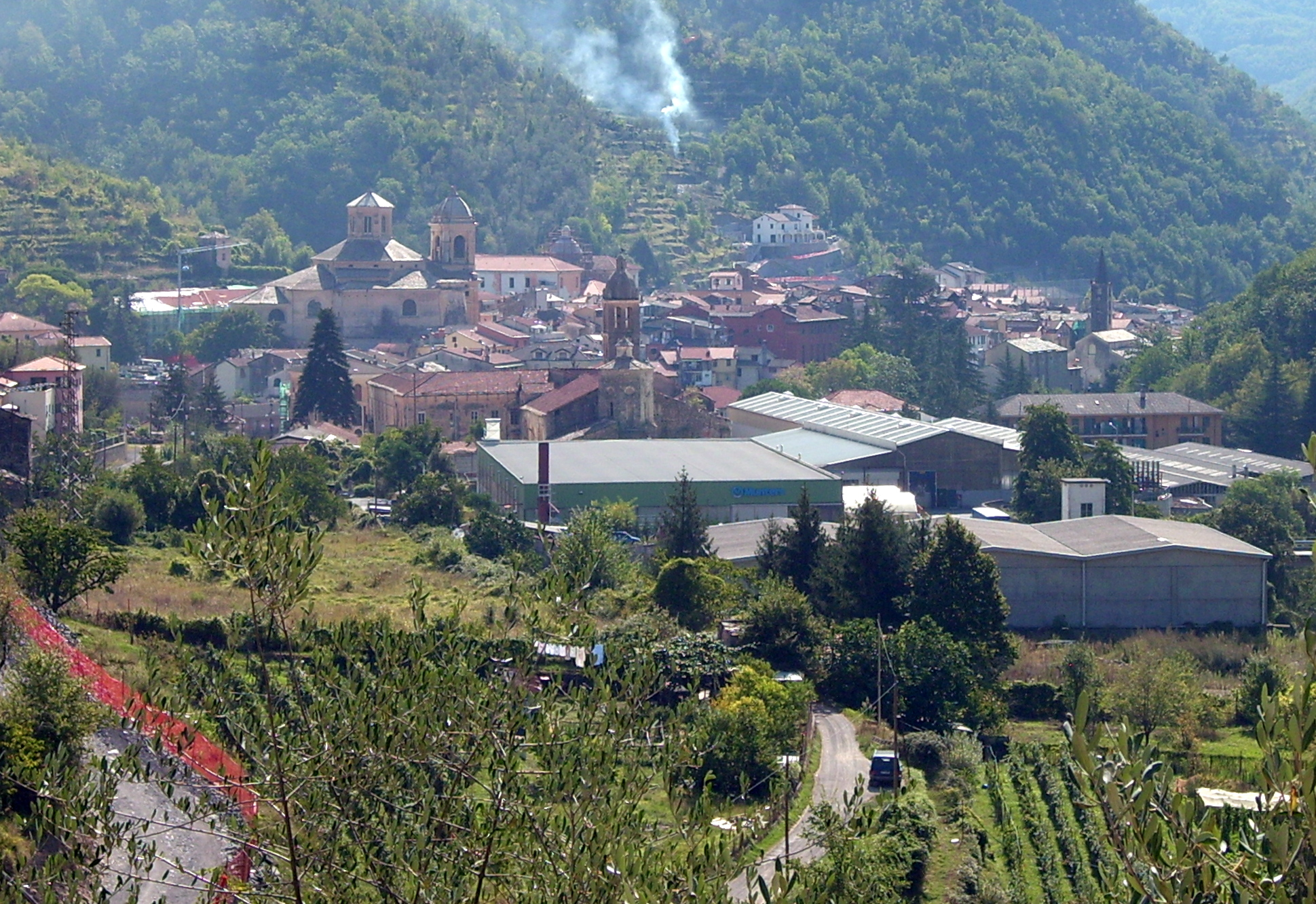

Щорічний фестиваль відбувається 20 січня. Покровитель — San Sebastiano.

## Демографія
Населення за роками:

Станом на 1 січня 2023 року в муніципалітеті офіційно проживало 228 іноземців з 29 країн, серед них 26 громадян країн Євросоюзу та 6 громадян України.

## Сусідні муніципалітети
- Армо
- Ауриго
- Боргетто-д'Аррошія
- Боргомаро
- Капрауна
- Каравоніка
- Чезіо
- Порнассіо
- Реццо
- Вессаліко

## Міста-побратими
- Баньоль-ан-Форе, Франція (1990)